# جان رابینسون پیرس
جان رابینسون پیرس (انگلیسی: John R. Pierce؛ ۲۷ مارس ۱۹۱۰ – ۲ آوریل ۲۰۰۲) یک مهندس برق و رمان‌نویس اهل ایالات متحده آمریکا بود. وی همچنین برنده جوایزی همچون نشان ملی علوم شده است.